# Marina de Escobar

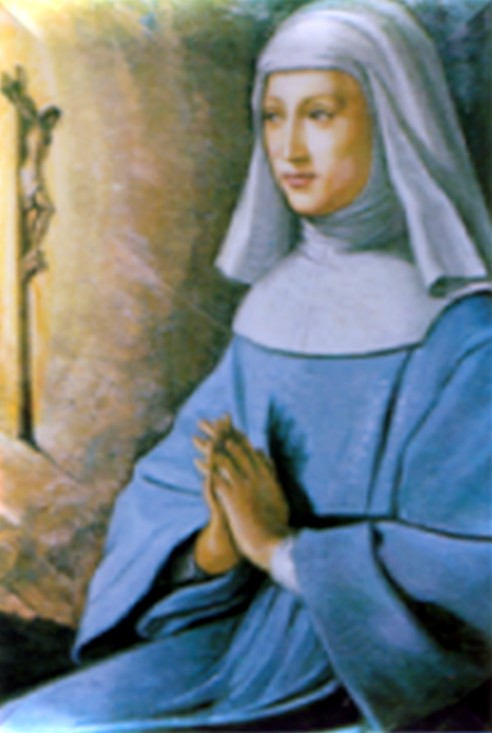
Andaktsbild med framställning av Marina de Escobar.

Marina de Escobar, född 8 februari 1554 i Valladolid, död 9 juni 1633 i Valladolid, var en spansk mystiker. Inom romersk-katolska kyrkan är hon vördnadsvärd.
Marina de Escobar grundade en birgittinorden i något modifierad form i Spanien. Hennes biktfader Luis de la Puente påbörjade på grundval av Marina de Escobars egna uppteckningar en samling av hennes talrika visioner, senare fullbordade av en ordensbroder till Puente.